# Giovanni Pastrone
Giovanni Pastrone, cunoscut și după numele său artistic Piero Fosco (13 septembrie 1883 - 27 iunie 1959), a fost un pionier italian al filmului, regizor, scenarist, actor și tehnician.
Pastrone s-a născut în Montechiaro d'Asti. A lucrat în timpul perioadei filmului mut, dar de asemenea a influențat mulți alți regizori importanți ai cinematografiei internaționale, cum ar fi David Wark Griffith (Nașterea unei națiuni, 1915 și  Intoleranță, 1916).
A murit la Torino la 27 iunie 1959.

## Filmografie completă

### Ca regizor
- La glu (1908)
- Giordano Bruno eroe di Valmy (1908)
- Giulio Cesare (1909)
- La caduta di Troia (Căderea Troiei, 1911)
- Più forte che Sherlock Holmes (1913)
- Cabiria (1914)
- Tigre reale (1916)
- Il fuoco (Focul, 1916)
- Maciste alpino (Războinicul, 1916)
- La guerra e il sogno di Momi (1917)
- Maciste atleta (1917)
- Hedda Gabler (1919)
- Povere bimbe (1923)

### Actor
- Giulio Cesare (1909)

## Legături externe
- en  Giovanni Pastrone la Internet Movie Database
- es  Giovanni Pastrone in Epdlp

## Vezi și
- Maciste

1. ↑  Autoritatea BnF, accesat în 10 octombrie 2015